# MyBible
MyBible ist eine kostenlose Bibelsoftware für das Betriebssystem Windows. Sie wurde in deutscher und englischer Sprache angeboten.

## Merkmale
Es können mehrere Bibeltexte und -übersetzungen gleichzeitig parallel betrachtet werden. Eine schnelle Volltextsuche (Konkordanz-Funktion) ist integriert.
MyBible wurde von Daniel Rikowski, einem Informatik-Studenten aus Gelsenkirchen, ohne kommerzielle Absicht programmiert. Aktuell ist zurzeit die deutsche Version 1.6.
Zurzeit sind über 120 verschiedene freie Bibelübersetzungen in mehr als 20 Sprachen verfügbar, die über eine entsprechende Funktion im Programm über das Internet im Zefania-XML-Format importiert werden konnten. Daniel Rikowski hat aber inzwischen erklärt die Entwicklung des internen Moduldownloaders einzustellen, da er keinen Einfluss auf die verfügbaren Bibelausgaben hat. Zum Herunterladen und Einbinden von Zefania XML Bibelmodulen aus dem Internet ist auf ein separates Downloadprogramm zurückzugreifen.
Es gibt gegenwärtig 26 Übersetzungen in deutscher und 49 in englischer Sprache. Unter den neun Texten in Hebräisch befindet sich zum Beispiel auch der Codex von Aleppo. Außerdem gibt es Wörterbücher und Konkordanzen. Diese Texte und Übersetzungen sind jedoch kein offizieller Bestandteil von MyBible, sondern werden sowohl vom Zefania-XML-Projekt als auch etlichen freiwilligen Helfern zusammengetragen und erfasst. Lediglich die Luther-Übersetzung von 1545 ist Bestandteil von MyBible.
Für ein persönliches Bibelstudium können Lesezeichen angelegt und Notizen an beliebigen Bibelstellen hinzugefügt werden.
Ab Version 1.5.1 ist der sogenannte Bibel-Cursor integriert. Aktiviert der Anwender diese Funktion, erkennt das Programm, ob unter dem Mauszeiger eine Bibelstelle vorhanden ist und zeigt in einem solchen Fall den Bibeltext der vorher eingestellten Bibelübersetzung in einem kleinen zusätzlichen Fenster neben dem Mauszeiger an, und zwar unabhängig davon, welches Programm oder welcher Browser die Bibelstellenangabe enthält.